# 鴻巣市立屈巣小学校
鴻巣市立屈巣小学校（こうのすしりつくすしょうがっこう）は埼玉県鴻巣市屈巣にある公立小学校である。2019年4月現在の児童数は202人。
スローガンは「花いっぱい 夢いっぱい 笑顔いっぱい 屈巣小学校」。

## 沿革
- 1873年（明治6年）- 学制の実施により観音堂（屈巣2160番地）の境内に仮校舎を設置して設立される。後に御蔵場に移転する。
- 1875年（明治8年）- 南北二校に分割、円通寺に南校、真福寺に北校か開設される。
- 1881年（明治14年）1月25日 - 南北二校を統合、御蔵場跡である薬師前に校舎を新築して開校する。
- 1886年（明治19年）- 学区改正を実施、校舎を増築して広田、屈巣、野村地区の児童を受け入れ、名前を種積学校とする。
- 1889年（明治22年） - 町村制施行により、学区から広田、野村地区が分離され、名前を尋常小学校屈巣学校と改称する。
- 1908年（明治41年） - 校舎が増築される。
- 1909年（明治42年） - 校舎が再度増築される。
- 1918年（大正7年） - 高等科を併設し、名前を屈巣尋常高等小学校と改称する。
- 1936年（昭和11年） - 校舎が増築される。
- 1941年（昭和16年） - 名前を屈巣国民学校と改称する。
- 1947年（昭和22年）4月1日 - 町村制施行に伴い、北埼玉郡屈巣村の成立に伴い、名前を屈巣村立屈巣小学校と改称する。
- 1954年（昭和29年）3月31日  - 北埼玉郡広田村・屈巣村・共和村の合併により、名前を川里村立屈巣小学校と改称する。
- 1958年（昭和33年） - 屈巣小学校の開校記念日（1881年1月25日）を制定する。
- 1962年（昭和37年） - 現在地である川里村大字屈巣4515の場所にある旧川里中学校屈巣分教場の場所に移転する。従来の校地は当校の西分教場として使用する。
- 1963年（昭和38年） - 西分教場を廃止する。
- 1964年（昭和39年） - 児童給食を開始。
- 1966年（昭和41年） - プールが完成する。
- 1977年（昭和52年） - 体育館が落成する。
- 2001年（平成13年）5月1日 - 川里村の町制施行により、川里町立屈巣小学校と改称
- 2005年（平成17年）10月1日 - 川里町が鴻巣市と吹上町との合併に伴い鴻巣市立屈巣小学校に改称する。
- 2013年（平成25年）- 給食室新設により自校式給食を開始。
- 2028年度（令和10年） - 川里地区3小学校が統合のため閉校予定。新校は川里中学校近辺に設置予定。

## 校区
- 屈巣（全域）[2]

## 主な卒業生
- 桐敷拓馬（野球選手）
- 櫻井孝美（画家）[3]